# Friedrich III. (Braunschweig-Calenberg-Göttingen)
Friedrich von Braunschweig-Lüneburg (* 1424; † 5. März 1495 in Münden) genannt der Unruhige oder Turbulentus, war ein Sohn von Herzog Wilhelm von Braunschweig-Lüneburg und Cäcilie von Brandenburg.
Zusammen mit seinem Bruder Wilhelm wurde er 1482 Herzog zu Braunschweig und Lüneburg, aber bereits 1484 abgesetzt.

## Leben
Friedrich war in seinen ersten Lebensjahrzehnten häufig in Fehden, Raubzüge und Wegelagereien verwickelt; darauf beruhen seine späteren Beinamen der Unruhige beziehungsweise Turbulentus. Im Jahr 1477 wurde er in Verwaltungsangelegenheiten nach Geldern geschickt. Bereits zwei Jahre später, 1479, musste er in seine Heimat zurückkehren; Grund war wohl eine Geistesschwäche bzw. eine Geisteskrankheit. Wenig später war er aber anscheinend wieder soweit genesen, dass er erneut Verwaltungsgeschäfte vornehmen konnte. Nach dem Tod seines Vaters Wilhelm des Älteren im Jahr 1482 übernahmen Friedrich und sein Bruder Wilhelm der Jüngere gemeinsam die Regentschaft. Friedrich forderte jetzt von seinem Bruder die Teilung des Erbes. Dieser stimmte in einem Vertrag vom 1. August 1483 allerdings nur einer Mutschierung zu, das heißt die Landeshoheit wurde weiterhin gemeinsam ausgeübt und geteilt wurden nur die Nutzungsrechte. Friedrich erhielt unter anderem die Nutzungsbefugnis des Fürstentums Calenberg.
In den Jahren 1482/83 bahnte sich die sogenannte Große Hildesheimer Fehde zwischen dem Bischof von Hildesheim Berthold II. von Landsberg und der Stadt Hildesheim an, bei der es um eine neue bischöfliche Steuer ging, die vom Stadtrat nicht akzeptiert wurde. Die Brüder standen hier auf unterschiedlichen Seiten: Wilhelm schloss unter Vermittlung seines Rates Heinrich von Hardenberg († 1492/93) im Februar 1483 ein Bündnis mit dem Bischof von Hildesheim Berthold II. von Landsberg; Friedrich übernahm am 7. September 1483 die Schutzherrschaft der Stadt Hildesheim. Ein Jahr später, im September 1484, brach der bewaffnete Konflikt zwischen den Streitparteien aus. Am 10. Dezember 1484 wurde Friedrich von seinem Bruder Wilhelm auf Schloss Calenberg gefangen genommen und über Gandersheim und Hardegsen nach Münden verbracht. Die Gründe für die Gefangennahme werden in der Literatur unterschiedlich gedeutet; teilweise wird – wie von Wilhelm selbst behauptet – ein erneuter Ausbruch der Geisteskrankheit als Ursache angesehen, teilweise wird die Abneigung Wilhelms gegen die Landesteilung angeführt.
Ein Anfang der 1990er Jahre entdecktes Volkslied mit dem Titel Hertzog Friderich bezieht sich auf die Umstände der Gefangennahme Friedrichs. Es umfasst acht Strophen, ist überwiegend in niederdeutscher Mundart verfasst und entstand anscheinend noch zur Zeit der Hildesheimer Fehde. Beklagt wird darin das vorgebliche Unrecht, das Friedrich widerfahren sei. Einigen Verschwörern hätte die Parteinahme Friedrichs für Hildesheim so widerstrebt, dass sie seine Entmachtung planten. In der fünften Liedstrophe heißt es:

„Steffen van der Malsborch / Hinrick van Hardenberch und doctor Siboll / de bedechten den radt tho samende / wo sy dat vollen bringen wolden / dat se kregen den Calenberch in / hertoge Frederick gefangen / so wolden se heren syn.“

Inwieweit das Lied historische Tatsachen, Halbwahrheiten und Erdichtetes vermengt, ist naturgemäß nicht feststellbar. In der Literatur wird die Auffassung vertreten, dass ein beachtlicher Wahrheitsgehalt in dem Text stecken könnte. Bei den in der fünften Strophe genannten Personen handelt es sich möglicherweise um die herzogliche Räte Otto von der Malsburg († wohl 1504) und Heinrich von Hardenberg sowie den herzoglichen Kanzler Johannes Sibolle (bezeugt ca. 1474–1498) die bei der Hildesheimer Fehde auf braunschweigischer Seite eine wichtige Rolle spielten. Sie könnten die Gefangennahme Friedrichs gefördert haben, um ihren Regierungseinfluss auf alle drei Fürstentümer Braunschweig, Calenberg und Göttingen auszuweiten.
Die Große Hildesheimer Fehde endete 1486 durch einen Vergleich. Friedrich blieb bis an sein Lebensende in Gefangenschaft; er starb am 5. März 1495 in Münden, wo er auch begraben liegt.

## Ehen
Friedrich war zweimal verheiratet. In erster Ehe mit Anna von Braunschweig-Grubenhagen (1415–1474), Tochter des Herzogs Erich I. von Braunschweig-Grubenhagen und Witwe von Albrecht III. von Bayern.
Am 10. Mai 1483 heiratete er Margaretha, Tochter des Konrad von Rietberg. Beide Ehen blieben kinderlos.